# Ottessa Moshfegh
Œuvres principales
- Eileen

Ottessa Moshfegh, née le 20 mai 1981 à Boston dans le Massachusetts, est une écrivaine américaine. Son roman Eileen remporte le PEN/Hemingway Award for Debut Novel en 2016. 

## Biographie
Née d'un père iranien et d'une mère croate, tous deux musiciens et enseignants au Conservatoire de musique de la Nouvelle-Angleterre,. Elle apprend à jouer du piano et de la clarinette dès l'enfance. 
Elle fréquente la Commonwealth School de Boston et obtient une licence d'anglais au Barnard College en 2002,. Elle obtient, en 2011, une maîtrise en arts littéraires à l'université Brown. Lors de ses années à l'université Stanford, elle bénéficie de la bourse Wallace Stegner entre 2013 et 2015. 

## Carrière
Après l'université, Moshfegh est partie en Chine, où elle enseigne l'anglais et travaille dans un bar punk. Au milieu de la vingtaine, elle s'installe à New York et travaille pour Overlook Press, puis comme assistante auprès de Jean Stein. Après avoir contracté la maladie des griffes du chat, elle quitte la ville. 
Fence Books publie sa nouvelle, McGlue, en 2014 qui remporte le Fence Modern Prize. Son roman Eileen paraît aux éditions Penguin Press en août 2015, et reçoit des commentaires positifs. Le livre est présélectionné pour le prix Man Booker en 2016. Homesick for Another World , un recueil de nouvelles, est publié en janvier 2017. 
Moshfegh est une contributrice fréquente de The Paris Review dont six de ses histoires sont publiées depuis 2012. 
Son troisième roman, Death in Her Hands, est publié par la maison d'édition Vintage Books en août 2020 et décrit cette œuvre, qu'elle a écrite pour elle-même, comme étant une histoire de solitude,.

## Vie privée
Elle est mariée à l'écrivain Luke Goebel, qu'elle a rencontré lors d'une interview en 2018.

## Œuvres

### Romans
- Eileen, Fayard, 2016 ((en) Eileen, Penguin Press, 2015), trad. Françoise du Sorbier, 300 p.  (ISBN 978-2-213-68683-7)
- Mon année de repos et de détente, Fayard, 2019 ((en) My Year of Rest and Relaxation, Penguin Press, 2018), trad. Clément Baude, 302 p.  (ISBN 978-2-213-71151-5)
- La Mort entre ses mains, Fayard, 2022 ((en) Death in Her Hands, 2020), trad. Clément Baude, 247 p.  (ISBN 978-2-213-71729-6)
- (en) Lapvona, 2022

### Recueil de nouvelles
- Nostalgie d'un autre monde, Fayard, 2020 ((en) Homesick for Another World, Penguin Press, 2017), trad. Clément Baude, 321 p.  (ISBN 978-2-213-70623-8)

### Romans courts
- (en) McGlue, Fence Books, 2014
- (en) My New Novel, 2021

### Nouvelles
- (en) Medicine, Vice, 2007
- (en) Disgust, The Paris Review, 2012
- (en) Bettering Myself, The Paris Review, 2013
- (en) Malibu, Vice, 2013
- (en) The Weirdos, The Paris Review, 2013
- (en) A Dark and Winding Road, The Paris Review, 2013